# Draper (Utah)
Draper és una població dels Estats Units a l'estat de Utah. Segons el cens del 2006 tenia 36.873 habitants.

## Demografia
Segons el cens del 2000, Draper tenia 25.220 habitants, 6.305 habitatges, i 5.428 famílies. La densitat de població era de 320,9 habitants per km².
Dels 6.305 habitatges en un 54,7% hi vivien nens de menys de 18 anys, en un 77,8% hi vivien parelles casades, en un 5,6% dones solteres, i en un 13,9% no eren unitats familiars. En el 10,6% dels habitatges hi vivien persones soles el 2% de les quals corresponia a persones de 65 anys o més que vivien soles. El nombre mitjà de persones vivint en cada habitatge era de 3,4 i el nombre mitjà de persones que vivien en cada família era de 3,69.
Per edats la població es repartia de la següent manera: un 32% tenia menys de 18 anys, un 11,2% entre 18 i 24, un 38,3% entre 25 i 44, un 14,8% de 45 a 60 i un 3,7% 65 anys o més.
L'edat mediana era de 29 anys. Per cada 100 dones de 18 o més anys hi havia 141,9 homes.
La renda mediana per habitatge era de 72.341 $ i la renda mediana per família de 76.858 $. Els homes tenien una renda mediana de 50.915 $ mentre que les dones 31.742 $. La renda per capita de la població era de 22.747 $. Entorn de l'1,8% de les famílies i el 2,7% de la població estaven per davall del llindar de pobresa.

## Poblacions més properes
El següent diagrama mostra les poblacions més properes.